# ヒロハノアマナ
ヒロハノアマナ（広葉の甘菜、学名：Amana erythronioides ）は、ユリ科アマナ属の多年草。別名、ヒロハアマナ。

## 特徴
花茎は高さ10-15cmになる。葉は根出葉で2個あり、線形で長さ10-15cm、幅が10-20mmと広く、中央に白線がある。花期は3-5月で、花茎の先に1個の白色の花をつける。花びらは6個、雄蕊は6個ある。花茎に3個の苞があり、アマナと区別することができる。

## 分布と生育環境
日本固有種で、本州の関東地方から近畿地方、四国に分布し、草地や疎林の下に生育する。

## Status
絶滅危惧II類 (VU)（環境省レッドリスト）

## ギャラリー
- 花茎に3個の苞がある。

## 近縁種
- キバナノアマナ属 Gagea
  - キバナノアマナ Gagea lutea
  - ヒメアマナ Gagea japonica
  - エゾヒメアマナ Gagea vaginata
- チシマアマナ属 Lloydia
  - チシマアマナ Lloydia serotina
  - ホソバノアマナ Lloydia triflora
- アマナ属 Amana
  - アマナ Amana edulis
  - ヒロハノアマナ Amana erythronioides